# Двадцать взглядов на младенца Иисуса
«Двадцать взглядов на младенца Иисуса» (фр. Vingt regards sur l’Enfant Jésus) — цикл фортепианных пьес Оливье Мессиана. Написан в Париже, в 1944 году для пианистки Ивонны Лорио (впоследствии ставшей женой композитора). Впервые исполнен ею там же 26 марта 1945 года.

## Структура
Цикл содержит 20 контрастных пьес:
1. Regard du Père (Взгляд Отца)
2. Regard de l'étoile (Взгляд Звезды)
3. L'échange (Взаимопроникновение)
4. Regard de la Vierge (Взгляд Девы)
5. Regard du Fils sur le Fils (Взгляд Сына на Сына)
6. Par Lui tout a été fait (Все через Него начало быть)
7. Regard de la Croix (Взгляд Креста)
8. Regard des hauteurs (Взгляд Небес)
9. Regard du temps (Взгляд времени)
10. Regard de l`Esprit de joie (Взгляд Духа радости)
11. Première communion de la Vierge (Первое причастие Девы)
12. La parole toute-puissante (Слово Всемогущее)
13. Noël (Рождество)
14. Regard des Anges (Взгляд Ангелов)
15. Le baiser de l’Enfant-Jésus (Поцелуй Младенца Иисуса)
16. Regard des prophètes, des bergers et des Mages (Взгляд пророков, пастухов и волхвов)
17. Regard du silence (Взгляд безмолвия)
18. Regard de l`Onction terrible (Взгляд страшного Помазания)
19. Je dors, mais mon coeur veille (Я сплю, но сердце мое бодрствует)
20. Regard de l`Eglise d`amour (Взгляд Церкви Любви)
По мнению композитора Витольда Лютославского, Мессиан продолжает в этом цикле пианистические традиции Ференца Листа.
Каждая пьеса воплощает не столько библейское событие, сколько образ — медитацию на католическую богословскую тему. Чередование образов продумано и драматически выстроено: безмятежное спокойствие сменяется неистовством, томление — суровостью, та, в свою очередь, улыбкой. Композитор предпосылает изданию цикла предисловие, где кратко описывает содержание каждой пьесы, а также (в некоторых случаях) особенности её структуры и используемые композиционные методы.
Мессиан отмечал, что на его произведение повлияли тексты святых Фомы Аквинского, Иоанна Креста и Терезы из Лизье.

## Темы произведения
Несмотря на всю сложность и многоликость «Двадцати взглядов», произведение вырастает из очень простого «строительного материала» — всего нескольких тем, которые, повторяясь и развиваясь на протяжении цикла, играют роль лейтмотивов:

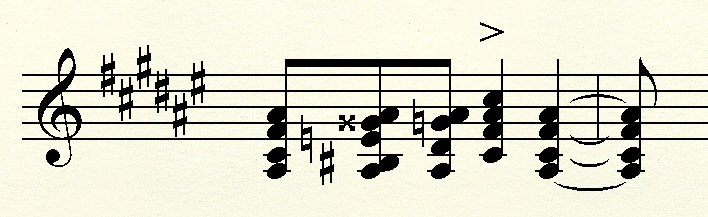
Тема Бога
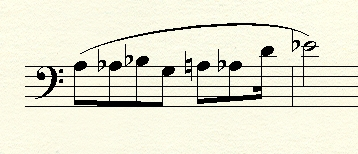
Тема звезды и креста
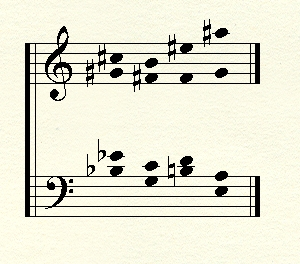
Аккордовая тема

## Исполнение
Полную версию сочинения записали (помимо первой исполнительницы Ивонны Лорио) такие исполнители, как Антон Батагов, Эугениуш Кнапик, Хокон Эустбё, Стивен Осборн, Пьер-Лоран Эмар, Иван Соколов.